# T'amashagh
T'amashagh är ett vattendrag i Armenien.   Det ligger i provinsen Vajots Dzor, i den södra delen av landet, 110 kilometer sydost om huvudstaden Jerevan.
Trakten runt T'amashagh består i huvudsak av gräsmarker. Runt T'amashagh är det ganska glesbefolkat, med 27 invånare per kvadratkilometer.